# With the Beatles
With The Beatles (englisch für „Mit den Beatles“) ist das zweite Studioalbum der britischen Gruppe The Beatles. Es wurde im November 1963 in Großbritannien veröffentlicht. In Deutschland war es ihr Debütalbum. In den USA wurde im Januar 1964 eine abgewandelte Version des Albums unter dem Titel Meet The Beatles! veröffentlicht. Das Album erreichte in drei Ländern die Spitze der Charts. Die britische Version von With the Beatles wurde in den USA am 21. Juli 1987 als CD veröffentlicht.

## Entstehung
Am 1. Juli 1963 waren die Beatles erneut in den Abbey Road Studios, um ihre vierte britische Single She Loves You sowie deren B-Seite I’ll Get You aufzunehmen, die am 23. August 1963 in Großbritannien veröffentlicht und dort ihr zweiter Nummer-eins-Hit und die meistverkaufte Single in Großbritannien bis 1978 wurde.

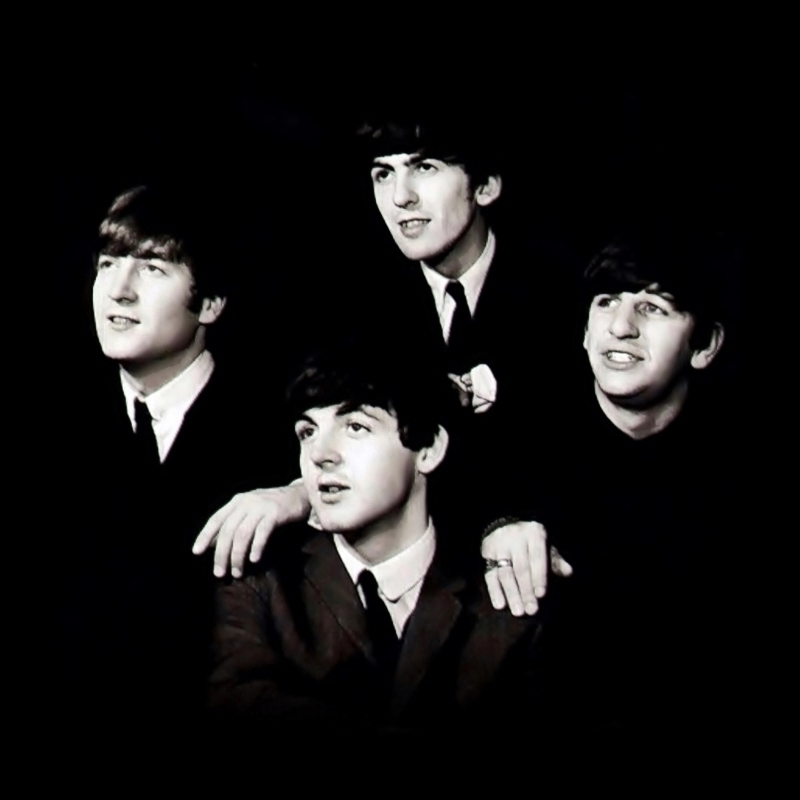
The Beatles, 1963

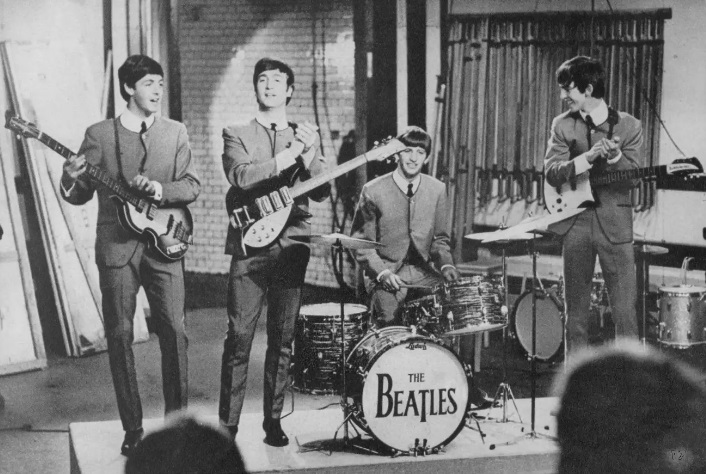
Die Beatles in der Sendung Ready Steady Go!, Oktober 1963

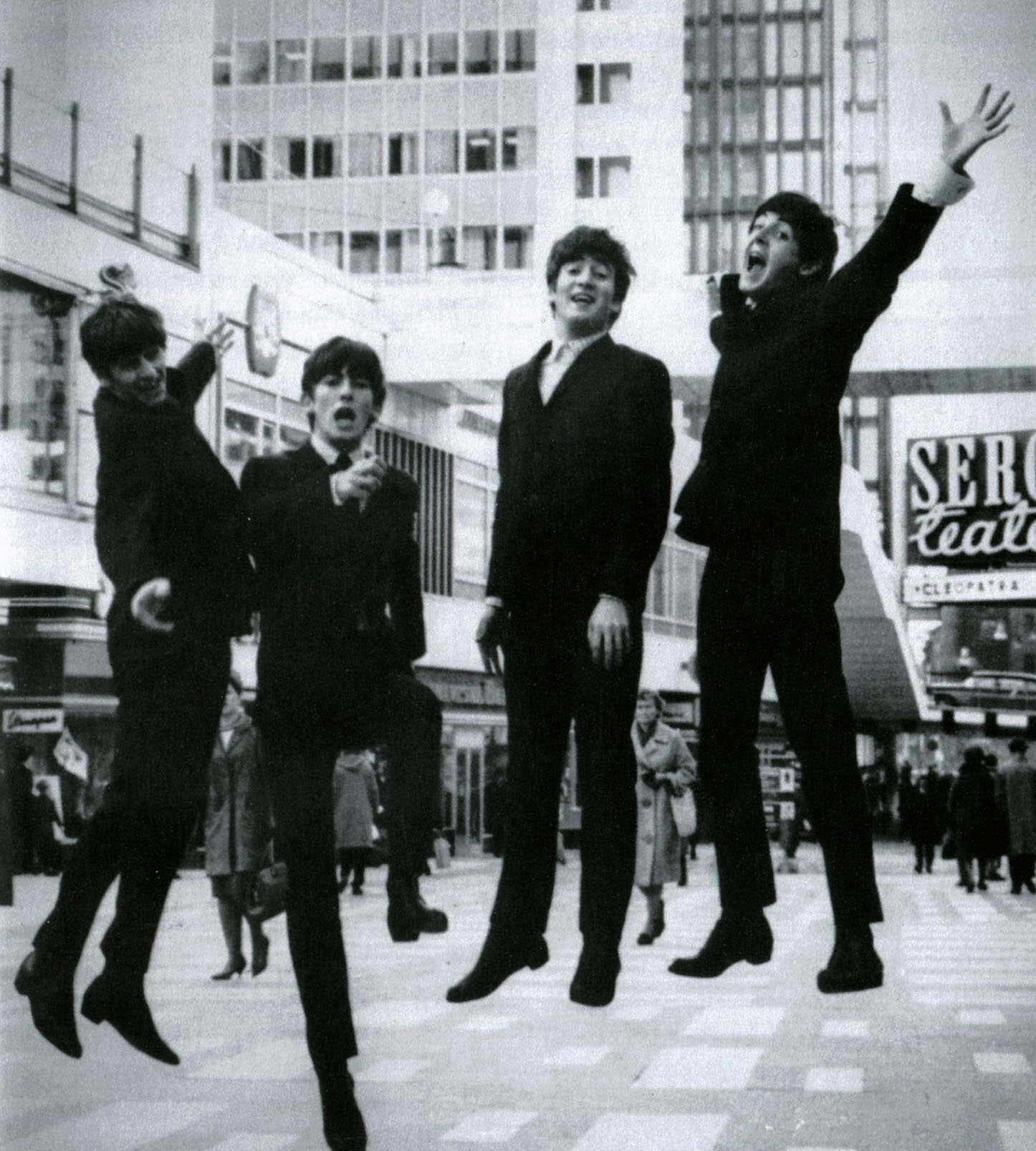
The Beatles, Oktober 1963

Die Aufnahmezeit des Albums beschränkte sich im Gegensatz zum Vorgängeralbum nicht mehr auf einen Tag. So fanden die ersten Aufnahmen für das Album am 18. und am 30. Juli 1963 in den Abbey Road Studios in London statt. Dabei entstanden bereits zahlreiche der später auf der LP enthaltenen Titel. Zwischen den beiden Aufnahmetagen absolvierte die Gruppe insgesamt 18 Auftritte, oftmals zwei pro Tag. Am 3. August hatten die Beatles ihren 300. und letzten Auftritt im Cavern Club. Am 21. August 1963 wurden die bisherigen Aufnahmen überarbeitet und in Mono abgemischt. Eine zweite Aufnahmeserie erfolgte am 11. und 12. September 1963, wobei nicht nur weitere Titel für das Album, sondern auch Promo-Jingles für die inzwischen geplante Australien-Tournee eingespielt wurden. 
George Martin spielte am 30. September 1963 Klavier- und Hammondorgel-Spuren für die Lieder Money (That’s What I Want) und I Wanna Be Your Man ein und fertigte anschließend verschiedene Abmischungen der Aufnahmen an, während die Beatles sich in einer Tourneepause im Urlaub in Griechenland und den USA befanden. Am 17. und 23. Oktober fanden nach Rückkehr der Musiker nochmals umfangreiche Aufnahmen statt, wobei erstmals eine vierspurige Bandmaschine zum Einsatz kam, während zuvor jeweils nur Zweispurmaschinen zur Verfügung gestanden hatten.
Wie bei Please Please Me verließ man sich bei der Zusammenstellung der Titel auf eine Kombination von eigenem Material und aus bei Liveauftritten bewährten Coverversionen. Neben Liedern von John Lennon und Paul McCartney findet sich mit Don’t Bother Me die erste Komposition von George Harrison auf einem Beatles-Album. Am 17. Oktober 1963 nahmen die Beatles in den Abbey Road Studios ihre fünfte britische Single I Want to Hold Your Hand / This Boy auf. Die Single erschien am 29. November 1963 in Großbritannien, eine Woche nach der Veröffentlichung des Albums With the Beatles und wurde dort ihr dritter Nummer-eins-Hit und die zweitmeistverkaufte Single in Großbritannien bis zum Jahr 1978.
Die beiden Nummer-eins-Hits She Loves You und I Want to Hold Your Hand wurden nicht für das Album With the Beatles verwendet, eine Single-Auskopplung aus dem Album fand in Großbritannien nicht statt. In Deutschland wurden hingegen die drei Singles It Won’t Be Long / Money (That’s What I Want), All My Loving / I Wanna Be Your Man und Please Mr. Postman / Hold Me Tight ausgekoppelt.
Am 23. Oktober 1963 wurden die letzten Aufnahmen getätigt. Am 29. und 30. Oktober 1963, die Beatles waren unterdessen auf Tournee in Schweden, entstanden in den Abbey Road Studios schließlich die endgültigen Stereoabmischungen der für das Album verwendeten Lieder. Die Monoabmischungen erfolgten schon am 21. August, 30. September und 23. Oktober.
George Martin sagte zum Album: „Wir dachten damals nicht an ein Album als einheitliches Ganzes. Wir nahmen Singles auf, und die Songs, die nicht als Singles herauskamen, wurden auf eine LP gesetzt – so ist auch das zweite Album With the Beatles entstanden.“ Das Lied Not a Second Time zog die Aufmerksamkeit des Musikkritikers der Times, William Mann, auf sich, der eine musikwissenschaftliche Abhandlung über Lennons und McCartneys Kompositionen schrieb, die am 27. Dezember 1963 veröffentlicht wurde:
„Das Interesse an Harmonie ist auch typisch für ihre schnelleren Songs, und man hat den Eindruck, dass sie gleichzeitig an Harmonie und Melodie denken. So fest sind die in ihre Melodien eingebauten Dur-Septime und None sowie die flachen submedianten Notenwechsel, so natürlich ist die äolische Kadenz am Ende von Not a Second Time (der Akkordfolge, die Mahlers Lied von der Erde beendet).“
John Lennon sagte im Nachhinein dazu: „Ich weiß bis heute nicht, was er eigentlich damit sagen wollte, aber jedenfalls hat er uns auch für die Intellektuellen akzeptabel gemacht.“
Für With the Beatles lagen 270.000 Vorbestellungen vor, ein Zeichen für den erstaunlich schnellen Aufstieg der Beatles zur kommerziell dominierenden Gruppe in Großbritannien. Das Album stieg am 27. November 1963 in die britischen Charts auf Platz eins ein und verdrängte das Beatles-Album Please Please Me von dieser Position und verblieb dort 21 Wochen. Insgesamt besetzten die beiden Alben 50 Wochen hintereinander den ersten Platz der britischen Charts. With the Beatles war das erste Album von britischen Künstlern, das sich in Großbritannien mehr als eine Million Exemplare verkaufte. In Deutschland erreichte das Album ebenfalls die Nummer-eins-Position der Hitparade. Die britische Version von With the Beatles wurde in den USA am 21. Juli 1987 veröffentlicht, im Januar 1997 wurde das Album in den USA mit Gold für 500.000 verkaufte Einheiten ausgezeichnet.
Das Album wurde in einer Mono- und in einer Stereoversion veröffentlicht. Die Monoversion des Albums beinhaltet andere Abmischungen der Lieder Money (That’s What I Want) (andere Abmischung der Gitarre und des Klaviers) und Hold Me Tight (teilweise fehlender Hintergrundgesang am Ende des Liedes). Die deutsche Stereopressung des Albums enthält, im Gegensatz zu anderen internationalen Varianten des Albums, die Version von All My Loving mit dem Hi-Hat-Intro von Ringo Starr. Weitere – nicht verwendete – Aufnahmeversionen der Lieder Hold Me Tight und Money (That’s What I Want) befinden sich auf
dem Album The Beatles Bootleg Recordings 1963.

## Covergestaltung
Das Design und das Foto des auch für Meet The Beatles! (1964) verwendeten Covers von With the Beatles (1963) stammen von Robert Freeman. Das Schwarzweiß-Foto zeigt die Beatles im Halbschatten. Die Aufnahme erfolgte im Palace Court Hotel in Bournemouth. Auf dem Rückseitencover wurde ein Text von Tony Barrow, dem Pressereferenten der Beatles, abgedruckt.
In Deutschland wurde das Album mit einem abgewandelten Frontcover vertrieben und auf dessen Rückseite wurde ein deutscher Text verwendet, der die Entstehungsgeschichte der Beatles beschreibt.
George Harrison: „Das Album-Cover von With the Beatles wurde eines der am meisten kopierten Designs des Jahrzehnts. Robert Freeman machte die Fotos. Wir zeigten ihm die Fotos, die Astrid und Jürgen in Hamburg aufgenommen hatten, und fragten ihn, ob er so etwas auch machen könnte. With the Beatles war das erste Album, bei dem wir uns bemühten, etwas Künstlerisches zu machen.“

## Titelliste
Seite 1
| Nr. | Lied                  | Autor                                        | Leadgesang | Länge Stereoversion | Länge Monoversion |
| --- | --------------------- | -------------------------------------------- | ---------- | ------------------- | ----------------- |
| 01  | It Won’t Be Long      | Lennon/McCartney                             | Lennon     | 2:13                | 2:16              |
| 02  | All I’ve Got to Do    | Lennon/McCartney                             | Lennon     | 2:03                | 2:06              |
| 03  | All My Loving         | Lennon/McCartney                             | McCartney  | 2:08                | 2:13              |
| 04  | Don’t Bother Me       | Harrison                                     | Harrison   | 2:28                | 2:31              |
| 05  | Little Child          | Lennon/McCartney                             | Lennon     | 1:46                | 1:50              |
| 06  | Till There Was You    | Meredith Willson                             | McCartney  | 2:14                | 2:19              |
| 07  | Please Mister Postman | Garrett/Dobbins/Brian Holland/Gorman/Bateman | Lennon     | 2:34                | 2:39              |

Seite 2
| Nr. | Lied                        | Autor                      | Leadgesang | Länge Stereoversion | Länge Monoversion |
| --- | --------------------------- | -------------------------- | ---------- | ------------------- | ----------------- |
| 08  | Roll Over Beethoven         | Chuck Berry                | Harrison   | 2:45                | 2:49              |
| 09  | Hold Me Tight               | Lennon/McCartney           | McCartney  | 2:32                | 2:35              |
| 10  | You Really Got a Hold on Me | Smokey Robinson            | Lennon     | 3:01                | 3:04              |
| 11  | I Wanna Be Your Man         | Lennon/McCartney           | Starr      | 2:00                | 2:01              |
| 12  | Devil in Her Heart          | Richard P. Drapkin         | Harrison   | 2:26                | 2:30              |
| 13  | Not a Second Time           | Lennon/McCartney           | Lennon     | 2:07                | 2:12              |
| 14  | Money (That’s What I Want)  | Janie Bradford/Berry Gordy | Lennon     | 2:51                | 2:49              |

Die Längen der Lieder basieren jeweils auf den 2009er CD-Versionen.

## Wiederveröffentlichungen
- Am 26. Februar 1987 erfolgte die Erstveröffentlichung des Albums With the Beatles als CD in Europa (USA: 21. Juli 1987), ausschließlich in einer Monoabmischung. Das Mastering wurde neben George Martin vom Toningenieur der Abbey Road Studios Mike Jarrett überwacht. Der CD liegt ein zwölfseitiges bebildertes Begleitheft bei, das den originären Covertext von Tony Barrow beinhaltet.
- Am 9. September 2009 erschien das Album remastert in einer Stereoabmischung als CD und als Teil des The Beatles Stereo Box Sets. Die remasterte Monoversion wurde als Teil der Box The Beatles in Mono, ebenfalls seit 9. September 2009, erhältlich. Die Stereoversion der im Jahr 2009 wiederveröffentlichten CD wurde von Sam Okell, Steve Rooke und Guy Massey, die Monoversion von Paul Hicks, Steve Rooke und Guy Massey remastert. Während die Mono-CD der originalen LP-Version in der Covergestaltung nachempfunden wurde, wurde das aufklappbare CD-Pappcover der Stereoversion von Drew Lorimer neu gestaltet. Weiterhin beinhaltet die Stereo-CD ein 20-seitiges Begleitheft, das neben Fotos von den Beatles, den originären Covertext von Tony Barrow aus dem Jahr 1963, Informationen zum Album von Kevin Howlett und Mike Heatley sowie Informationen zu den Aufnahmen von Allan Rouse und Kevin Howlett enthält. Die CD beinhaltet eine Dokumentation im QuickTime-Format, bestehend aus Videoausschnitten sowie modifizierten Bildern zu den Studiosessions; untermalt durch angespielte Musiktitel, Outtakes oder Studiogespräche des Albums.
- Die remasterte Stereo-Vinyl-Langspielplatte wurde im November 2012 mit dem The Beatles Remastered Vinyl Box Set, die remasterte Mono-Vinyl-Langspielplatte im September 2014 mit der Box The Beatles In Mono veröffentlicht.
- Die Erstveröffentlichung im Download-Format erfolgte am 16. November 2010 bei iTunes, ab 24. Dezember 2015 war das Album auch bei anderen Anbietern und bei Streaming-Diensten verfügbar.[13][14]

## Aufnahmedaten
Die Aufnahmen für das Album fanden zwischen dem 18. Juli und 23. Oktober 1963 ausschließlich in den Abbey Road Studios (Studio 2) unter der Produktionsleitung von George Martin statt. Toningenieur der Aufnahmen war Norman Smith, sein Assistent war Richard Langham. George Martin spielte bei den Liedern You Really Got a Hold on Me, Money (That’s What I Want) und Not a Second Time Klavier, bei I Wanna Be Your Man spielte er Hammondorgel.
| Nr. | Lied | Aufnahmedaten                           | Besetzung / Gastmusiker |
| --- | --- | --------------------------------------- | --- |

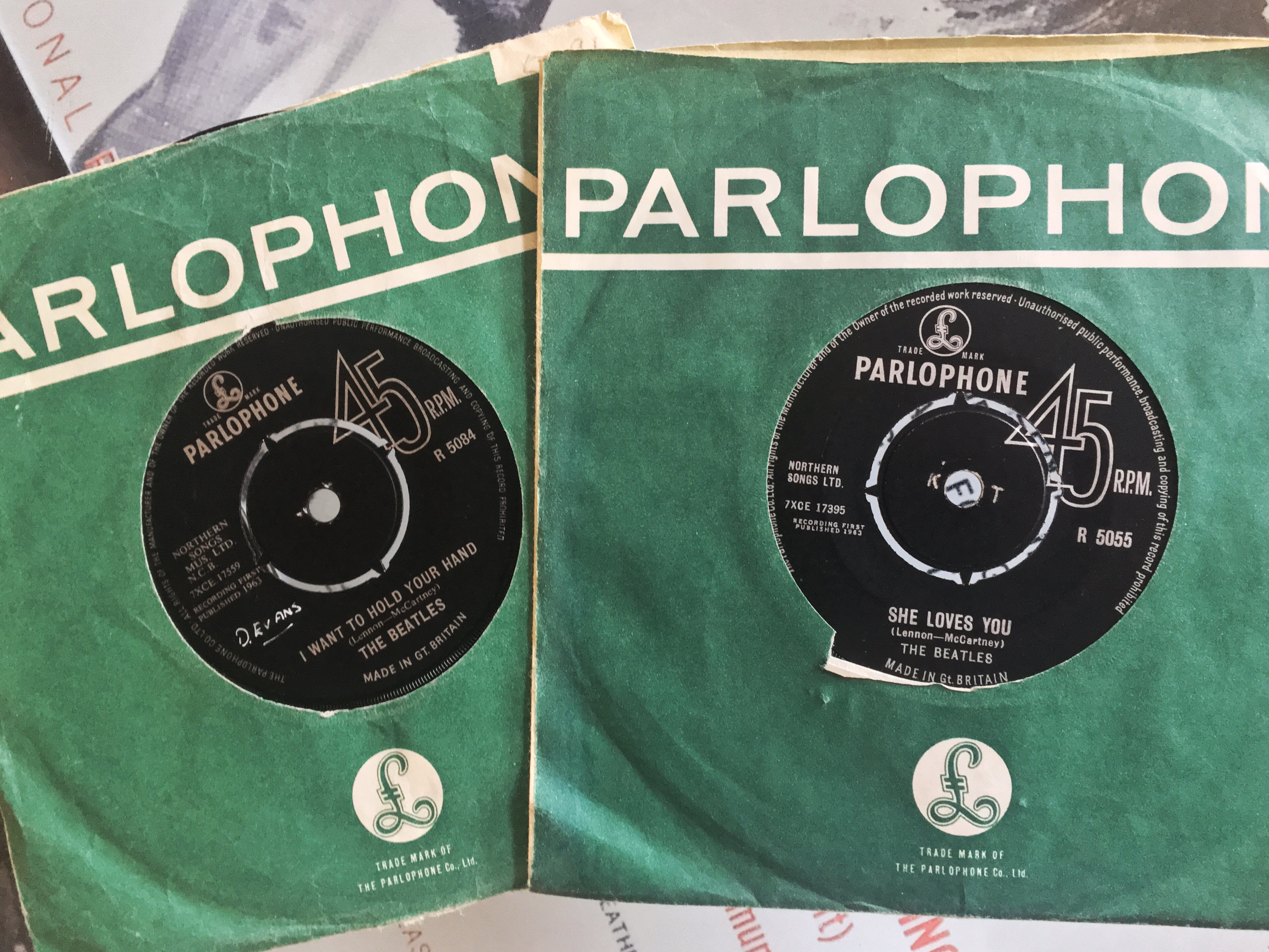
She Loves You und I Want to Hold Your Hand, die vierte und fünfte Single der Beatles in Großbritannien

| 01  | You Really Got a Hold on Me                                                                                 | 18. Juli 1963, 17. Okt. 1963            | - John Lennon: Rhythmusgitarre, Gesang - Paul McCartney: Bass, Hintergrundgesang - George Harrison: Leadgitarre, Gesang - Ringo Starr: Schlagzeug - George Martin: Klavier                          |
| 02  | Money (That’s What I Want)                                                                                  | 18. + 30. Juli 1963                     | - John Lennon: Rhythmusgitarre, Gesang - Paul McCartney: Bass, Hintergrundgesang - George Harrison: Leadgitarre, Hintergrundgesang - Ringo Starr: Schlagzeug - George Martin: Klavier               |
| 03  | Devil in Her Heart                                                                                          | 18. Juli 1963                           | - John Lennon: Rhythmusgitarre, Hintergrundgesang - Paul McCartney: Bass, Hintergrundgesang - George Harrison: Leadgitarre, Gesang - Ringo Starr: Schlagzeug, Maracas                               |
| 04  | Till There Was You                                                                                          | 18. + 30. Juli 1963                     | - John Lennon: Akustische Rhythmusgitarre - Paul McCartney: Bass, Gesang - George Harrison: Akustische Leadgitarre - Ringo Starr: Bongos                                                            |
| 05  | Please Mr. Postman                                                                                          | 30. Juli 1963                           | - John Lennon: Rhythmusgitarre, Gesang - Paul McCartney: Bass, Hintergrundgesang - George Harrison: Leadgitarre, Hintergrundgesang - Ringo Starr: Schlagzeug                                        |
| 06  | It Won’t Be Long                                                                                            | 30. Juli 1963                           | - John Lennon: Rhythmusgitarre, Gesang - Paul McCartney: Bass, Hintergrundgesang - George Harrison: Leadgitarre, Hintergrundgesang - Ringo Starr: Schlagzeug                                        |
| 07  | Roll Over Beethoven                                                                                         | 30. Juli 1963                           | - John Lennon: Rhythmusgitarre - Paul McCartney: Bass - George Harrison: Leadgitarre, Gesang - Ringo Starr: Schlagzeug                                                                              |
| 08  | All My Loving                                                                                               | 30. Juli 1963                           | - John Lennon: Rhythmusgitarre, Hintergrundgesang - Paul McCartney: Bass, Gesang - George Harrison: Leadgitarre, Hintergrundgesang - Ringo Starr: Schlagzeug                                        |
| 09  | I Wanna Be Your Man                                                                                         | 11., 12. + 30. Sep. 1963, 23. Okt. 1963 | - John Lennon: Rhythmusgitarre, Hintergrundgesang - Paul McCartney: Bass, Hintergrundgesang - George Harrison: Leadgitarre - Ringo Starr: Schlagzeug, Maracas, Gesang - George Martin: Hammondorgel |
| 10  | Little Child                                                                                                | 11. + 12. Sep. 1963, 03. Okt. 1963      | - John Lennon: Rhythmusgitarre, Gesang - Paul McCartney: Bass, Klavier, Gesang - George Harrison: Leadgitarre - Ringo Starr: Schlagzeug                                                             |
| 11  | All I’ve Got to Do                                                                                          | 11. Sep. 1963                           | - John Lennon: Rhythmusgitarre, Gesang - Paul McCartney: Bass, Hintergrundgesang - George Harrison: Leadgitarre, Hintergrundgesang - Ringo Starr: Schlagzeug                                        |
| 12  | Not a Second Time                                                                                           | 11. Sep. 1963                           | - John Lennon: Rhythmusgitarre, Akustikgitarre, Gesang - Paul McCartney: Bass - George Harrison: Akustikgitarre - Ringo Starr: Schlagzeug - George Martin: Klavier                                  |
| 13  | Don’t Bother Me                                                                                             | 11. + 12. Sep. 1963                     | - John Lennon: Rhythmusgitarre, Tamburin - Paul McCartney: Bass, Claves - George Harrison: Leadgitarre, Gesang - Ringo Starr: Schlagzeug, Bongos                                                    |
| 14  | Hold Me Tight (Die Erstaufnahme des Liedes fand während der Sessions für das Album Please Please Me statt.) | 12. Sep. 1963                           | - John Lennon: Rhythmusgitarre, Hintergrundgesang - Paul McCartney: Bass, Gesang - George Harrison: Leadgitarre, Hintergrundgesang - Ringo Starr: Schlagzeug                                        |

Weitere Lieder:
Die Aufnahmen fanden in den Abbey Road Studios (Studio 2) unter der Produktionsleitung von George Martin statt. Toningenieur der Aufnahmen war Norman Smith.
| Nr. | Lied                         | Aufnahmedaten | Besetzung | Tonträger (Europäische Erstveröffentlichung)       |
| --- | ---------------------------- | ------------- | --- | -------------------------------------------------- |
| 01  | She Loves You                | 01. Juli 1963 | - John Lennon: Rhythmusgitarre, Gesang - Paul McCartney: Bass, Gesang - George Harrison: Leadgitarre, Hintergrundgesang - Ringo Starr: Schlagzeug                | Single-A-Seite                                     |
| 02  | I’ll Get You                 | 01. Juli 1963 | - John Lennon: Rhythmusgitarre, Mundharmonika, Gesang - Paul McCartney: Bass, Gesang - George Harrison: Leadgitarre, Hintergrundgesang - Ringo Starr: Schlagzeug | Single-B-Seite                                     |
| 03  | I Want to Hold Your Hand     | 17. Okt. 1963 | - John Lennon: Rhythmusgitarre, Gesang - Paul McCartney: Bass, Gesang - George Harrison: Leadgitarre, Hintergrundgesang - Ringo Starr: Schlagzeug                | Single-A-Seite                                     |
| 04  | This Boy                     | 17. Okt. 1963 | - John Lennon: Akustikgitarre, Gesang - Paul McCartney: Bass, Gesang - George Harrison: Leadgitarre, Gesang - Ringo Starr: Schlagzeug                            | Single-B-Seite                                     |
| 05  | The Beatles Christmas Record | 17. Okt. 1963 | - John Lennon: Sprache - Paul McCartney: Sprache - George Harrison: Sprache - Ringo Starr: Sprache                                                               | Flexi-Disk für die Mitglieder des Beatles-Fanclubs |

## Chartplatzierungen des Albums
| Album                                            | Album            | Datum der Veröffentlichung | Datum der Veröffentlichung | Datum der Veröffentlichung | Beste Charts-Platzierung | Beste Charts-Platzierung | Beste Charts-Platzierung | Label Katalognr.                             | Label Katalognr.      | Label Katalognr.                        |
| Typ                                              | Titel            | GB                         | US                         | DE                         | GB                       | US                       | DE                       | GB                                           | US                    | DE                                      |
| ------------------------------------------------ | ---------------- | -------------------------- | -------------------------- | -------------------------- | ------------------------ | ------------------------ | ------------------------ | -------------------------------------------- | --------------------- | --------------------------------------- |
| Studioalbum                                      | With the Beatles | 22. Nov. 1963              | –                          | 12. Nov. 1963              | 1                        | n.v.                     | 1                        | Parlophone PMC 1206 (Mono) PCS 3045 (Stereo) | –                     | Odeon O 83658 (Mono) STO 83658 (Stereo) |
| Studioalbum CD-Erstveröffentlichung              | With the Beatles | 26. Feb. 1987              | 21. Juli 1987              | 26. Feb. 1987              | 40                       | -                        | -                        | Parlophone CDP 7 46436 2                     | Capitol CDP 7 46436 2 | EMI CDP 7 46436 2                       |
| Studioalbum Remasterte CD-Wiederveröffentlichung | With the Beatles | 9. Sep. 2009               | 9. Sep. 2009               | 9. Sep. 2009               | 51                       | 179                      | -                        | Apple/EMI 3824202                            | Apple/Capitol 3824202 | Apple/EMI 3824202                       |

## Abweichende Veröffentlichungen in anderen Ländern
- In Frankreich wurde das Album unter dem Titel Les Beatles mit abweichender Covergestaltung im November 1963 in Mono veröffentlicht.[15]
- In Kanada wurde das Album unter dem Titel Beatlemania! With the Beatles mit abweichender Covergestaltung im Dezember 1963 in Mono bei Capitol Records veröffentlicht.[16]
- In Italien wurde das Album unter dem Titel I Favolosi Beatles mit eigenständiger Covergestaltung im Februar 1964 in Mono veröffentlicht.[17]
- In Australien wurde das Album mit eigenständiger Covergestaltung im März 1964 in Mono und Stereo veröffentlicht.[18]
- In Brasilien wurde das Album unter dem Titel Beatlemania mit abweichender Covergestaltung 1964 in Mono bei Odeon veröffentlicht.[19]
- In Uruguay wurde das Album unter dem Titel Con Los Beatles mit eigenständiger Covergestaltung im Mai 1964 in Mono veröffentlicht.[20]
- In Japan wurde das Album With the Beatles erst im Mai 1966 mit eigenständiger Covergestaltung in Stereo veröffentlicht. Die Schallplatte wurde auch auf rotem Vinyl gepresst.[21]

## Auskopplungen

### Singles
| Single                                         | Datum der Veröffentlichung | Datum der Veröffentlichung | Datum der Veröffentlichung | Beste Charts-Platzierung | Beste Charts-Platzierung | Beste Charts-Platzierung | Label Katalognr. | Label Katalognr. | Label Katalognr. |
| A-Seite / B-Seite                              | GB                         | US                         | DE                         | GB                       | US                       | DE                       | GB               | US               | DE               |
| ---------------------------------------------- | -------------------------- | -------------------------- | -------------------------- | ------------------------ | ------------------------ | ------------------------ | ---------------- | ---------------- | ---------------- |
| I Want to Hold Your Hand / Roll Over Beethoven | –                          | –                          | 29. Nov. 1963              | n.v.                     | n.v.                     | 01 / 31                  | –                | –                | Odeon O 22 623   |
| It Won’t Be Long / Money (That’s What I Want)  | –                          | –                          | 11. Dez. 1963              | n.v.                     | n.v.                     | – / –                    | –                | –                | Odeon O 22 638   |
| All My Loving / I Wanna Be Your Man            | –                          | –                          | 20. Feb. 1964              | n.v.                     | n.v.                     | 32 / –                   | –                | –                | Odeon O 22 681   |
| Please Mr. Postman / Hold Me Tight             | –                          | –                          | 26. Mai 1964               | n.v.                     | n.v.                     | 47 / –                   | –                | –                | Odeon O 22 741   |

### Extended Plays (EPs)
| EP                 | EP                                                                             | Datum der Veröffentlichung | Datum der Veröffentlichung | Datum der Veröffentlichung | Beste Charts-Platzierung | Beste Charts-Platzierung | Beste Charts-Platzierung | Label Katalognr.   | Label Katalognr. | Label Katalognr. |
| Titel              | Lieder A-Seite / B-Seite                                                       | GB                         | US                         | DE                         | GB                       | US                       | DE                       | GB                 | US               | DE               |
| ------------------ | ------------------------------------------------------------------------------ | -------------------------- | -------------------------- | -------------------------- | ------------------------ | ------------------------ | ------------------------ | ------------------ | ---------------- | ---------------- |
| All My Loving      | All My Loving; Ask Me Why / Money (That’s What I Want); P.S. I Love You        | 7. Feb. 1964               | –                          | –                          | 13                       | n.v.                     | n.v.                     | Parlophone GEP8891 | –                | –                |
| The Beatles’ Sound | Roll Over Beethoven; I’ll Get You / It Won’t Be Long; I Want to Hold Your Hand | –                          | –                          | 23. Feb. 1964              | n.v.                     | n.v.                     | –                        | –                  | –                | Odeon 41627      |

## Verkaufszahlen und Auszeichnungen
| Land/Region                  | Auszeichnungen für Musikverkäufe (Land/Region, Auszeichnung, Verkäufe) | Verkäufe                                            |
| ---------------------------- | ---------------------------------------------------------------------- | --------------------------------------------------- |
| Argentinien (CAPIF)          | Gold                                                                   | 30.000                                              |
| Australien (ARIA)            | Gold                                                                   | 35.000                                              |
| Deutschland (BVMI)           | Gold                                                                   | 250.000                                             |
| Kanada (MC)                  | Gold (Beatlemania) · + Gold (With the Beatles)                         | 100.000                                             |
| Neuseeland (RMNZ)            | Gold                                                                   | 7.500                                               |
| Vereinigte Staaten (RIAA)    | Gold (1987er Version)                                                  | 5.000.000 (1963er Version) 500.000 (1987er Version) |
| Vereinigtes Königreich (BPI) | Gold (2009er Version)                                                  | 1.000.000 (1963er Version) 100.000 (2009er Version) |
| Insgesamt                    | 8× Gold ·                                                              | 7.522.500                                           |